# 薩卡頓弗拉茨 (亞利桑那州)
薩卡特弗拉茨（英語：Sacate Flats）是位於美國亞利桑那州皮納爾縣的一個非建制地區。該地的面積和人口皆未知。

## 地理
薩卡特弗拉茨的座標為33°04′12″N 111°40′06″W / 33.07000°N 111.66833°W，而該地的平均海拔高度為399米（即1309英尺）。